# All Through the Night
All Through the Night ist ein Lied von Cyndi Lauper aus dem Jahr 1983, das von Jules Shear geschrieben und von Rick Chertoff produziert wurde. Es erschien im Oktober 1983 auf dem Album She’s So Unusual, von dem es im September 1984 als Single ausgekoppelt wurde.

## Geschichte
1983 schrieb Jules Shear den Song und nahm dazu ein Demo auf. Shear sagte in einem Interview: „Es ist echt toll. Cyndi Lauper hat ein Lied von mir gesungen und ich dachte, keiner interessiere sich für meine Werke. Dann wird es ein Top-5 Hit“.
Lauper singt das Lied in As-Dur. Das Tempo beträgt 96 Schläge pro Minute. Laupers Gesangsstimme überspannt anderthalb Oktaven über G3 und C5. Der Refrain wurde etwas von Lauper umgeändert, als sie in der Demo den hohen Gesang hörte und dachte, dass es sich dabei um den Leadgesang handle.

## Rezeption

### Chartplatzierungen
| ChartsChartplatzierungen       | Höchstplatzierung | Wochen |
| ------------------------------ | ----------------- | ------ |
| Deutschland (GfK)              | 35 (8 Wo.)        | 8      |
| Österreich (Ö3)                | 5 (12 Wo.)        | 12     |
| Schweiz (IFPI)                 | 16 (8 Wo.)        | 8      |
| Vereinigte Staaten (Billboard) | 5 (19 Wo.)        | 19     |
| Vereinigtes Königreich (OCC)   | 64 (4 Wo.)        | 4      |

| ChartsJahrescharts (1985)      | Platzierung |
| ------------------------------ | ----------- |
| Vereinigte Staaten (Billboard) | 65          |

### Auszeichnungen für Musikverkäufe
| Land/Region               | Auszeichnungen für Musikverkäufe (Land/Region, Auszeichnung, Verkäufe) | Verkäufe |
| ------------------------- | ---------------------------------------------------------------------- | -------- |
| Kanada (MC)               | Gold                                                                   | 50.000   |
| Vereinigte Staaten (RIAA) | Gold                                                                   | 500.000  |
| Insgesamt                 | 2× Gold ·                                                              | 550.000  |

## Coverversionen
Zu den bekannten Coverversionen gehören:
- 1984: Marie Fredriksson (Natt efter natt / Nacht für Nacht)
- 1984: Zsuzsa Koncz (Wo ist die Zeit)
- 1985: Nana Mouskouri (Toute la nuit / Träume der Nacht)
- 2005: Novaspace
- 2005: Tori Amos